# .5: The Gray Chapter
.5: The Gray Chapter é o quinto álbum de estúdio da banda estadunidense de heavy metal Slipknot. Foi lançado em 15 de outubro de 2014, no Japão, em 17 de outubro de 2014, na Austrália, Bélgica e Países Baixos, em 20 de outubro de 2014 no Reino Unido e em 21 de outubro de 2014, no resto do mundo. O novo trabalho foi lançado seis anos após o álbum de estúdio anterior da banda, All Hope Is Gone, sendo o primeiro disco inédito do grupo desde a morte do baixista Paul Gray em 2010, e sem o baterista Joey Jordison, desligado da banda em 2013. A edição de luxo do álbum conta com duas faixas bônus, e camisetas promocionais do álbum.

## Antecedentes
O processo de composição do disco começou no final de 2013, querendo dedicar mais tempo para o álbum o guitarrista Jim Root decidiu não fazer uma turnê com o Stone Sour, em Janeiro de 2014. De acordo com o vocalista Corey Taylor, o som do álbum é um pouco de um cruzamento dos ritmos dos álbuns Iowa de 2001 e Vol. 3: (The Subliminal Verses) de 2004, afirmando que o álbum traz "melodias belas" como em Vol. 3: (The Subliminal Verses) e ainda mais "agressivas e brutais" como em Iowa. O álbum foi produzido por Greg Fidelman, conhecido por seu trabalho com o Metallica, System of a Down, Audioslave entre outros. Ele também participou do processo de mixagem seu terceiro álbum, vol. 3: (The Subliminal Verses) de 2004. Joe Barresi lidou com o trabalho de mixagem do disco.
Um novo baixista e baterista foram adicionados à programação durante o processo de gravação. Ambos os membros foram brevemente mostrados no vídeo da música The Devil In I, porém suas identidades não foram anunciadas na ocasião. Jim Root revelou em uma entrevista que Donnie Steele foi envolvido em algumas das sessões de estúdio para o álbum e que já havia tentado muitos outros baixistas até que se estabeleceram.
Todas as faixas foram compostas pelos próprio Slipknot, e produzidas por Greg Fidelman.

## Promoção
Em 15 de julho de 2014, a banda começou a liberar prévias de curta duração para o novo álbum durante um período de duas semanas que acabou por ser clipes do vídeo oficial, juntamente com amostras de uma canção intitulada "The Negative One". A canção foi lançada em 1 de agosto de 2014, com um vídeo que acompanha foi lançado em 5 de agosto de 2014 e foi dirigido por Shawn Crahan, no entanto, não apresentam qualquer um dos membros da banda. Em 13 de agosto de 2014 a banda revelou a arte da capa de seu single, intitulado "The Devil In I", e o single estreou em 24 de agosto de 2014. O vídeo oficial para o single foi lançado em 12 de setembro com os membros com novas variações de suas máscaras com exceção de Corey Taylor, que estreou uma nova máscara, e o novo baixista e baterista de máscaras que eram muito semelhantes. No dia 10 de outubro de 2014 o Slipknot lançou o seu terceiro single nomeado de "Custer". O Slipknot começou sua turnê no dia 25 de outubro de 2014 no seu próprio festival Knotfest, e também por várias cidades dos Estados Unidos, junto com as bandas Korn e King 810.
Foram lançado oficialmente oito singles para a promoção do álbum, sendo o primeiro The Negative One, lançado em 1 de Agosto de 2014 e que alcançou a vigésima primeira posição na Billboard Rock Songs, o segundo single The Devil in I, foi lançado em 24 de agosto de 2014, e alcançou a decima segunda posição na Billboard Rock Songs, o terceiro single Custer foi lançado em 10 de outubro de 2014, o quarto e o quinto single foram lançados em 14 de Outubro de 2014, sendo eles XIX e Sarcastrophe, o sexto, sétimo e oitavo singles foram lançados em um espaço de três dias, entre 15 a 17 de outubro, sendo eles AOV, Killpop e Skeptic, respectivamente.

## Recepção

### Resposta da crítica
| Críticas profissionais | Críticas profissionais |
| Pontuações agregadas   | Pontuações agregadas   |
| Fonte                  | Avaliação              |
| ---------------------- | ---------------------- |
| Metacritic             | 77/100                 |
| Avaliações da crítica  |                        |
| Fonte                  | Avaliação              |
| Allmusic               | [ 22 ]                 |
| ArtistDirect           | [ 23 ]                 |
| Exclaim!               | (7/10)                 |
| The Guardian           | [ 25 ]                 |
| Metal Hammer           | [ 26 ]                 |
| New Noise Magazine     | [ 27 ]                 |
| ThePRP.com             | [ 28 ]                 |
| Revolver               | [ 29 ]                 |
| Rock Revolt            | [ 30 ]                 |
| Rolling Stone          | [ 31 ]                 |

"… A angústia do jovem que disparou seus primeiros discos não tem nada sobre as duras realidades da vida adulta. A partir desse poço profundo de dor, outro grande disco Slipknot surgiu. " Crítica dada pelo revisor da revista Revolver, dando 4.5 estrelas de 5.
"… A escrita é impecável, as letras vão desde simples e emocionais a sinistras e enigmáticas …", disse Greg Kennelty dando ao álbum uma resposta positiva.
"Este é Slipknot no seu estado mais incendiário, invasivo e infeccioso. Além disso, não há absolutamente nada como .5: The Gray Chapter em qualquer catálogo da banda ou do heavy metal moderno cânone" disse Rick Florino do Artista dirigir dando o álbum 5/5.
"Enquanto o álbum nos mostra um caminho claro a respeito de onde Slipknot como um todo estão indo, ele também é uma homenagem às raízes da banda", disse Adam Tibbott de Revenaste media dando ao álbum 9.5 estrelas de 10.
O crítico Chad Childers escreveu: "Como de costume, esta mistura de todos os diferentes sons de alguma forma vem em conjunto para criar uma viagem musical e ao mesmo tempo".".5: The Gray Chapter definitivamente bate e te esmurra em todos os lugares, como você poderia esperar, ele também mostra uma profundidade de emoção e alguns momentos muito pessoais em uma escala muito maior".

### Desempenho comercial
".5: The Gray Chapter" teve bom desempenho comercial desde o seu lançamento, vendendo 132 mil copias na primeira semana, sendo o segundo álbum do grupo a alcançar a primeira colocação na Billboard 200. Ainda nos Estados Unidos o álbum chegou ao topo da Billboard Digital Albums, Billboard Hard Rock Albums, e na Billboard Rock Albums, tendo alcançado topo nas paradas musicais no Japão, Austrália, Canadá, Rússia e Suíça, e ficando entre os cinco primeiros no Reino Unido, Alemanha, Irlanda, Áustria, Nova Zelândia, México, Dinamarca e Finlândia.

## Lista de faixas
| Faixas         |                                |         |  |
| N.º            | Título                         | Duração |  |
| 1.             | "XIX"                          | 3:10    |  |
| 2.             | "Sarcastrophe"                 | 5:06    |  |
| 3.             | "AOV"                          | 5:32    |  |
| 4.             | "The Devil in I"               | 5:42    |  |
| 5.             | "Killpop"                      | 3:45    |  |
| 6.             | "Skeptic"                      | 4:46    |  |
| 7.             | "Lech"                         | 4:50    |  |
| 8.             | "Goodbye"                      | 4:35    |  |
| 9.             | "Nomadic"                      | 4:18    |  |
| 10.            | "The One That Kills the Least" | 4:11    |  |
| 11.            | "Custer"                       | 4:14    |  |
| 12.            | "Be Prepared for Hell"         | 1:57    |  |
| 13.            | "The Negative One"             | 5:25    |  |
| 14.            | "If Rain Is What You Want"     | 6:20    |  |
| Duração total: | Duração total:                 | 63:51   |  |

| Edição especial |                |         |  |
| N.º             | Título         | Duração |  |
| 15.             | "Override"     | 5:37    |  |
| 16.             | "The Burden"   | 5:23    |  |
| Duração total:  | Duração total: | 74:51   |  |

| Edição Deluxe disco 2 |                |         |  |
| N.º                   | Título         | Duração |  |
| 15.                   | "Override"     | 5:37    |  |
| 16.                   | "The Burden"   | 5:23    |  |
| 17.                   | "-Silent-"     | 2:00    |  |
| 18.                   | "-Talk-"       | 6:20    |  |
| 19.                   | "-Funny-"      | 1:29    |  |
| Duração total:        | Duração total: | 84:40   |  |

## Desempenho nas paradas
| Paradas (2014)                        | Melhor posição |
| ------------------------------------- | -------------- |
| Alemanha (Offizielle Deutsche Charts) | 2              |
| Áustria (Ö3 Austria Top 40)           | 2              |
| Austrália (ARIA)                      | 1              |
| Bélgica (Ultratop 50) (Flandres)      | 12             |
| Bélgica (Ultratop 40) (Valónia)       | 13             |
| Canadá (Billboard)                    | 1              |
| Dinamarca (Hitlisten)                 | 5              |
| Estados Unidos (Billboard 200)        | 1              |
| Estados Unidos (Top Hard Rock Albums) | 1              |
| Estados Unidos (Top Rock Albums)      | 1              |
| Finlândia (Suomen virallinen lista)   | 4              |
| França (SNEP)                         | 8              |
| Hungria (MAHASZ)                      | 3              |
| Irlanda (IRMA)                        | 4              |
| Itália (FIMI)                         | 6              |
| Japão (Oricon)                        | 1              |
| Nova Zelândia (RMNZ)                  | 2              |
| Noruega (VG-lista)                    | 4              |
| Países Baixos (Dutch Charts)          | 13             |
| Portugal (AFP)                        | 9              |
| Reino Unido (UK Albums Chart)         | 2              |
| Suécia (Sverigetopplistan)            | 3              |
| Suíça (Schweizer Hitparade)           | 1              |

### Singles
| Ano                                                      | Título             | Melhor posição nas paradas | Melhor posição nas paradas | Melhor posição nas paradas | Melhor posição nas paradas |
| Ano                                                      | Título             | EUA                        | EUA Rock                   | AUS                        | GBR                        |
| -------------------------------------------------------- | ------------------ | -------------------------- | -------------------------- | -------------------------- | -------------------------- |
| 2014                                                     | "The Negative One" | —                          | 33                         | 76                         | 71                         |
| 2014                                                     | "The Devil in I"   | 123                        | 2                          | 88                         | 135                        |
| 2015                                                     | "Custer"           | —                          | 29                         | —                          | —                          |
| "—" Denota singles que não entraram nas paradas do país. |                    |                            |                            |                            |                            |

## Certificações
| Austrália (ARIA) | Ouro | 35,000* |
| *número de vendas baseado na certificação ^ figuras embarques com base apenas na certificação ºnúmeros não especificados baseando-se apenas na certificação |      |         |

## Créditos
- (#0) Sid Wilson – turntables
- (#3) Chris Fehn – percussão, backing vocals
- (#4) Jim Root – guitarra, baixo
- (#5) Craig "133" Jones – sampler, teclado
- (#6) Shawn "Clown" Crahan – percussão, backing vocals
- (#7) Mick Thomson – guitarra, baixo
- (#8) Corey Taylor – vocal, baixo (Faixa 8)
- Jay Weinberg - bateria

Adicional
- Alessandro Venturella - Baixo
- Donnie Steele (Colaboração) - baixo

- Greg Fidelman - Produção
- Joe Barresi - Mixagem
- Vlado Meller - Masterização

## Histórico de lançamento
| País           | Data                  | Formato              | Gravadora  |
| -------------- | --------------------- | -------------------- | ---------- |
| Japão          | 15 de outubro de 2014 | Descarga digital, CD | Roadrunner |
| Austrália      | 17 de outubro de 2014 | Descarga digital, CD | Roadrunner |
| Bélgica        | 17 de outubro de 2014 | Descarga digital, CD | Roadrunner |
| Países Baixos  | 17 de outubro de 2014 | Descarga digital, CD | Roadrunner |
| Reino Unido    | 20 de outubro de 2014 | Descarga digital, CD | Roadrunner |
| Estados Unidos | 21 de outubro de 2014 | Descarga digital, CD | Roadrunner |